# Michael Klein (Richter)
Michael Klein (* 28. November 1945 in Düsseldorf) ist ein deutscher Jurist und war Richter am Bundesgerichtshof (1995 bis 2010).

## Leben
Nach seiner Promotion begann Klein 1975 seine berufliche Karriere im höheren Justizdienst des Bundeslandes Baden-Württemberg. Zum 1. September 1976 wurde er dabei zum Richter auf Lebenszeit am Amtsgericht Mannheim ernannt, wo er über mehrere Jahre wirkte. Mit Wirkung vom 18. Oktober 1983 wurde Klein zum Richter am Oberlandesgericht Karlsruhe ernannt. Unterbrochen durch Abordnungen war Klein dort bis Ende 1990 tätig. Im Rahmen des Wiederaufbaus der Ordentlichen Gerichtsbarkeit in den neuen Bundesländern nach der politischen Wende 1989 übernahmen die Bundesländer Baden-Württemberg und Bayern gemeinsam die Patenschaft über den Freistaat Sachsen. Klein wechselte infolge dieser Patenschaft 1991 in den Justizdienst des Bundeslandes Sachsen. Dort wurde er mit Wirkung vom 1. Januar 1994 zu einem Vorsitzenden Richter am Oberlandesgericht Dresden berufen.
Diese Tätigkeit war indes nur von kurzer Dauer, denn bereits zum 1. September 1995 wurde Klein zum Richter am Bundesgerichtshof berufen, wo er dem V. Zivilsenat des Bundesgerichtshofes angehörte. 2005 wurde er stellvertretender Vorsitzer des V. Zivilsenats. Am 30. September 2010 beendete er seine Tätigkeit am Bundesgerichtshof und trat in den Ruhestand ein. Er hatte als Berichterstatter erheblichen Einfluss auf die höchstrichterliche Rechtsprechung zur Behandlung der Bodenreform und auf die Entwicklung des Rechts des Wohnungseigentums.